# 阴道闭锁
阴道闭锁（英語：vaginal atresia），女性生殖系统的一种先天性阴道發育不全疾病，表徵上可區分成陰道狹窄、陰道增生膈膜、阴道缺失（英語：vaginal agenesis），其中在阴道缺失又可區分成盲陰道、先天性無陰道，使陰道形成完全閉鎖之狀態，即民間俗稱「石女」。阴道闭锁通常与MRKH综合征密切相关。阴道闭锁的发生率大约是4000–5000分之一。
陰道的過度狹窄，甚至僅見留有一小孔隙，常造成男女之間上性交困難，這與陰道增生膈膜不同的是，陰道中央在胚胎發育時增生出來的膈膜，這種閉鎖現象有如處女膜，可藉由手術切除即可恢復正常功能。阴道缺失在臨床上有「盲陰道」、「先天性無陰道」二種：前者是有發育完整的陰道口，唯陰道長度短小，發育時未能與子宮接合，造成陰道失去原本的功能；後者是完全沒有發育陰道，使患者在先天上就具有生理結構不存在陰道，通常患者仍保有外觀上正常陰道口，少數在先天發育上沒有陰道口，也由於卵巢、輸卵管、子宮等功能皆為正常，患者可透過手術加裝人工陰道，除無法在分娩時藉人工陰道進行自然產出外，其餘仍保有大部分的正常功能。
由於臨床上通常患者具有阴道闭锁、阴道缺失，在泌尿系統、子宮與卵巢發育都會出現異常，也因此使患者在青春期發育時，並不會出現月經（即所謂閉經）、經痛，相對若是卵巢的機能正常，雖然無法藉陰道將經血排出體外，但仍然有經痛的現象，患者若沒加以發現，長久下來造成的子宫积血，最終可能會使整個生殖系統發生病變，因而造成不孕。